# 巴克霍恩 (密蘇里州麥迪遜縣)
巴克霍恩（英語：Buckhorn）是位於美國密蘇里州麥迪遜縣的非建制地區。

## 歷史
巴克霍恩的郵局於1901年設立，其後於1959年停運。

## 地理
巴克霍恩所處的海拔為高於海平面170米（即558英呎），而該地所採用的時區為UTC-6，即北美中部時區（CST）。同時該地設有夏令時間，為UTC-6調快一小時，即UTC-5（CDT）。